# Shiretoko Maru
Die Shiretoko Maru (しれとこ丸), manchmal auch Shiretoku Maru geschrieben, war ein 1972 in Dienst gestelltes Fährschiff der japanischen Reederei Nihon Enkai Ferry. Sie stand bis 1987 in japanischen Gewässern im Einsatz und wurde anschließend nach Griechenland verkauft, wo sie bis 2000 als N. Kazantzakis für die Minoan Lines fuhr. 2021 ging die zuletzt als Casinoschiff Metropolis in Hongkong genutzte Fähre zum Abbruch ins indische Alang

## Geschichte
Die Shiretoko Maru entstand unter der Baunummer 1008 in der Werft von Kanasashi Shipbuilding in Shimizu und lief am 20. Dezember 1971 vom Stapel. Nach der Ablieferung an Nihon Enkai Ferry am 20. April 1972 nahm sie am 27. April den Fährdienst von Tokio nach Kushiro-shi auf, wechselte aber nach zwei Jahren im April 1974 auf die Strecke von Tokio nach Tomakomai. Im August 1972 ergänzte sie hierbei das jüngere Schwesterschiff Erimo Maru.
1987 wurde das Schiff nach 15 Jahren Dienstzeit an die Minoan Lines in Griechenland verkauft und dort für den weiteren Dienst umgebaut, wobei es unter anderem zusätzliche Aufbauten sowie 334 Kabinen erhielt und nun 1.800 anstatt wie bislang 761 Passagiere befördern konnte. 1989 erhielt die Fähre nach zwei Jahren Umbauzeit den Namen N. Kazantzakis und nahm im Mai 1990 den Dienst von Piräus nach Iraklio auf.
Im Dezember 2000 endete nach zehn Jahren die Dienstzeit der N. Kazantzakis für die Minoan Lines. Nach mehreren Monaten Liegezeit fand sie im April 2001 mit der in Panama ansässigen Reederei Pacific Cruises einen neuen Eigner. Das nun in Ming Fai Princess umbenannte Schiff wurde abermals umgebaut und im selben Jahr als Casinoschiff für Kurzreisen zwischen Hainan und Vietnam sowie vor Hongkong in Dienst gestellt.
Im Februar 2007 ging die Ming Fai Princess in den Besitz der ebenfalls in Panama ansässigen Reederei Metropolis Cruise und erhielt den Namen Metropolis. Fortan stand sie ausschließlich für Casino-Kurzreisen ab Hongkong im Einsatz und fuhr hierbei gemeinsam mit ihren Flottenschwestern Starry Metropolis und Oriental Dragon.
Im November 2020 wurde die Metropolis zum Abbruch nach Indien verkauft. Unter dem verkürzten Überführungsnamen Ropolis traf das Schiff am 4. Januar 2021 bei den Abwrackwerften von Alang ein.